# Reinhard Sebastian Zimmermann

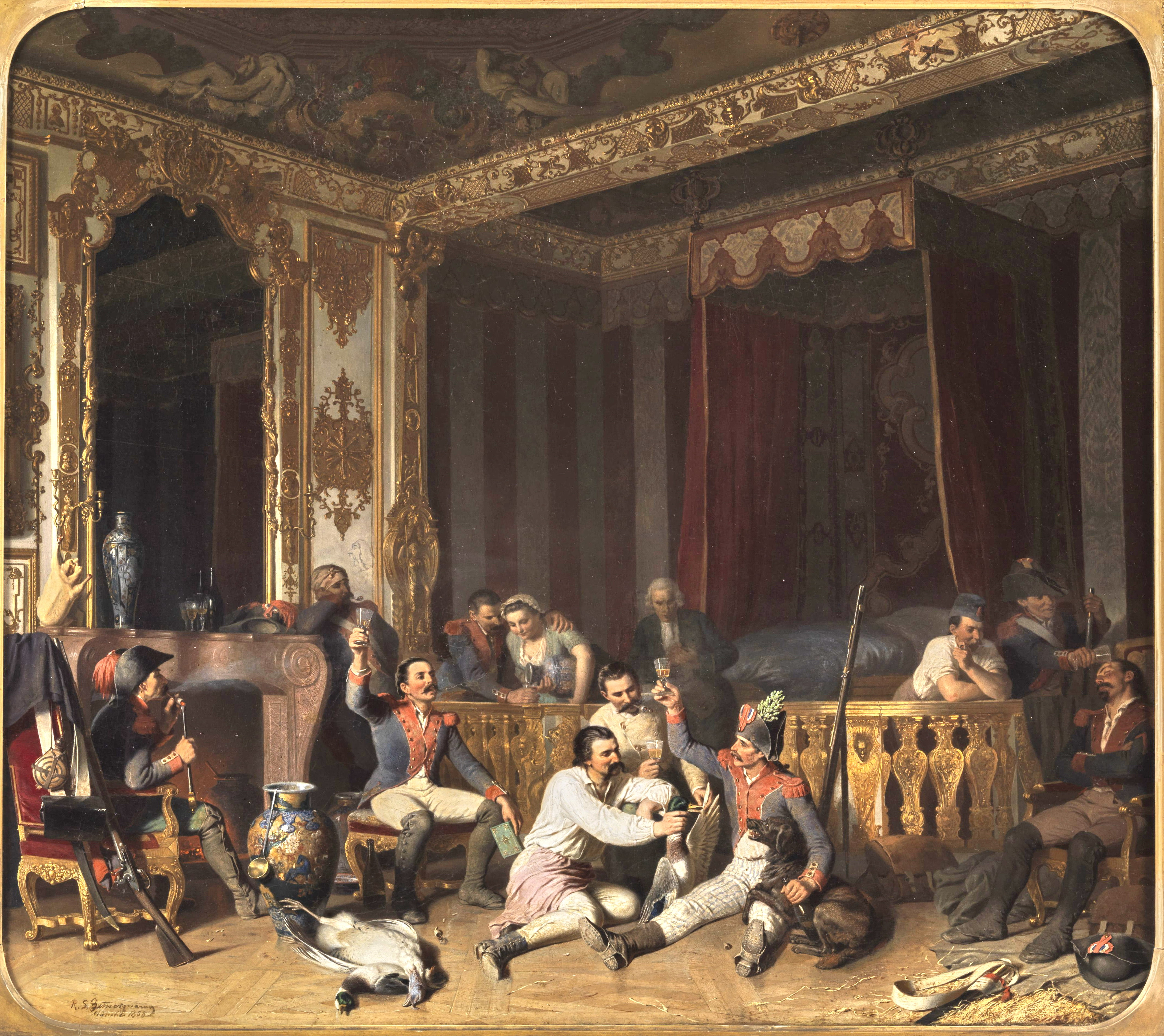
Besetzung eines Schlosses av R.S. Zimmermann, 1858.

Reinhard Sebastian Zimmermann, född den 9 januari 1815 i Hagnau am Bodensee, död den 16 november 1893 i München, var en tysk målare, far till Ernst och Alfred Zimmermann.
Zimmermann var handelsbokhållare i Freiburg, innan han 1840 började studera vid akademien i München. Åren 1844-1845 vistades han i Paris, besökte Belgien och England och slog sig sedan ned i München, som genremålare. 
Till hans främsta verk räknas Lantfolk på besök i slottet (1853), Tiggarmusikanter (1854), Ett kärleksbrev (Karlsruhes galleri), Sädesmarknaden i München (1861, Kölns museum), En furstes väntrum, Inkvartering av franska soldater i ett slott, Vaccination, Festmiddag, Segerbudskap (1875) och Musikprövning (1880).